# Jesús Malverde
Jesús Juárez Mazo o Jesús Malverde Campos (Culiacán, Sinaloa, 24 de diciembre de 1870-Culiacán, Sinaloa, 3 de mayo de 1909), conocido como Jesús Malverde o Malverde, fue un bandolero mexicano. 
Venerado como un santo popular, su estatus como deidad se extiende principalmente en el territorio de Sinaloa. Fuera de México, también se le profesa culto en Colombia y los Estados Unidos. Gracias a las hazañas de bandolerismo por las que es acreditado, también se le conoce como el Bandido Generoso.

## Historia
Los relatos sobre su vida son muy variados, es imposible dilucidar qué aspectos son reales y cuáles son inventados. De acuerdo con las creencias, delinquía en los Altos de Culiacán durante la primera década del siglo XX. Asaltaba y robaba a hacendados y familias adineradas de la región, entre los que se encontraron los Martínez de Castro, los Tarazonas, los Redo, Del Río, los De la Rocha o los Fernández. Posteriormente, repartía el botín entre la gente pobre. Se afirma que la muerte por hambre de sus padres, víctimas de los abusos de los terratenientes, fue lo que le movió a ello. Según la tradición, antes de hacerse al monte, Malverde podría haber sido albañil u obrero en el tendido de vías férreas. Se cree que habría trabajado en la obra del Ferrocarril Occidental de México y en el Ferrocarril Sud-Pacífico, línea que llegó a Culiacán desde el norte en el año 1905.
Sus asaltos a adineradas personas hicieron que el entonces Gobernador del Estado, el general Francisco Cañedo, compadre de Porfirio Díaz, ofreciera recompensa por su captura. Perseguido por las autoridades, Malverde habría muerto el 3 de mayo de 1909. No existe acuerdo sobre la forma en la que murió: según algunas versiones, fue aprehendido por la policía y ejecutado; también se cuenta que un compañero lo traicionó para cobrar el dinero ofrecido por el Gobierno. La narración más extendida es que recibió una herida de bala en un enfrentamiento con las fuerzas de la ley que le produjo una gangrena. Malverde, sabiendo que no sobreviviría y que la recompensa por su captura aumentaba, soportó mientras pudo antes de pedir a un amigo que lo entregara para recoger la recompensa y repartirla entre los pobres.

## Culto

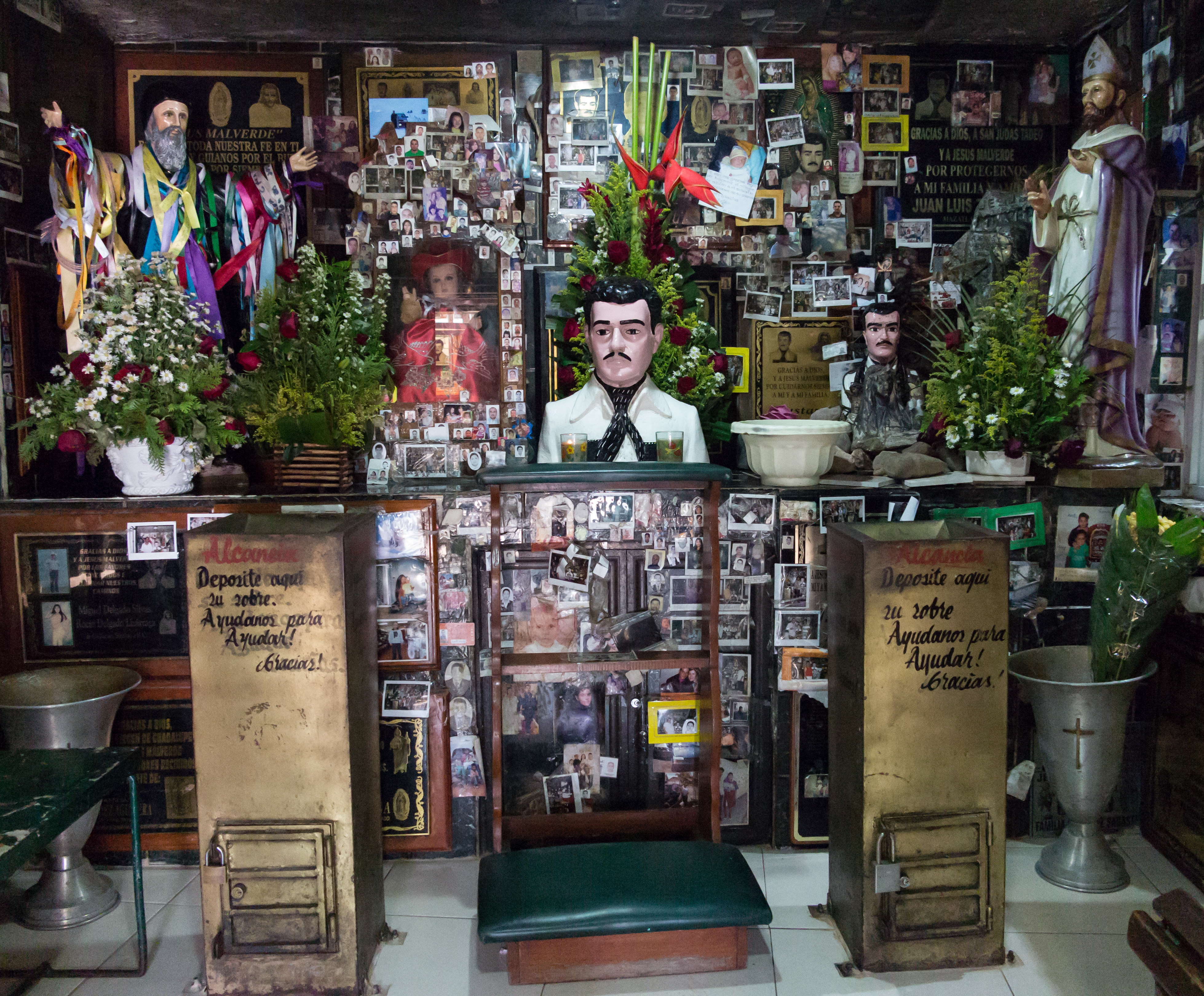
Interior de la capilla de Jesús Malverde en Culiacán, 2012. En la imagen, se observa un altar con fotografías de varias personas, bustos de Malverde y figuras católicas como San Chárbel, Niño Dios de México, y la Virgen de Guadalupe.

En torno a la figura de Malverde se ha desarrollado un culto sincrético que une creencias propias del catolicismo popular y otras que la Iglesia católica considera supersticiones, por lo tanto, muchas veces heréticas e idolátricas. Al no haber sido aceptada su santidad por la Iglesia católica, y siguiendo la ortodoxia católica, normalmente no se le denomina santo, sino "ánima", es decir, un alma. Su figura ha ingresado en la religiosidad popular junto con figuras como la Santa Muerte, de la que se pueden también encontrar representaciones junto a las imágenes de Malverde. En general, el culto está fuertemente impregnado por los usos y costumbres del catolicismo, siendo un ejemplo de esto la celebración de novenas.
Desde el fallecimiento del bandido se forjó la reputación de una especie de Robin Hood que lo ha hecho popular entre la gente pobre de Sinaloa. Muchos solicitan su intercesión y se le han atribuido diversos milagros, curaciones y bendiciones, desde devolver una vaca perdida a su dueño hasta la curación del cáncer.
Tras su ejecución, hubo una proclama gubernamental prohibiendo la inhumación de los restos, quedando éstos a la intemperie y pendiendo de un mezquite a manera de escarmiento (según otras versiones, fue su cabeza la que se cortó y colocó en un árbol, a la vista de todos, como advertencia a sus partidarios). Con el paso del tiempo, los restos cayeron al suelo. Fue cuando los habitantes del viejo poblado de Culiacán comenzaron a arrojar piedras para proteger el cuerpo, pues aunque la restricción se aplicaba a un entierro en ningún lugar se prohibía "empedrar"; al colocar además cada persona una piedra por vez, nadie incumplía personalmente la prohibición. En la actualidad continúa la tradición de llevarle, además de flores o veladoras, piedras del lugar de origen de los devotos, como forma de rendir culto.
La acumulación de piedras creó un montículo que dio lugar a una tumba. Con la expansión de la ciudad de Culiacán, la tumba fue destruida y los huesos de Malverde trasladados a una capilla. El sepulcro de Malverde atrae a miles de devotos cada año. Muchos dejan velas u otros objetos asociados con sus vidas, y algunos pescadores dejan camarones en alcohol en agradecimiento por una buena pesca. Otras personas dejan fotografías de aquellos que necesitan ayuda. Cuando algún milagro tiene lugar, vuelven a agradecerlo a Malverde, a menudo dejando placas que lo conmemoran.

## Milagros

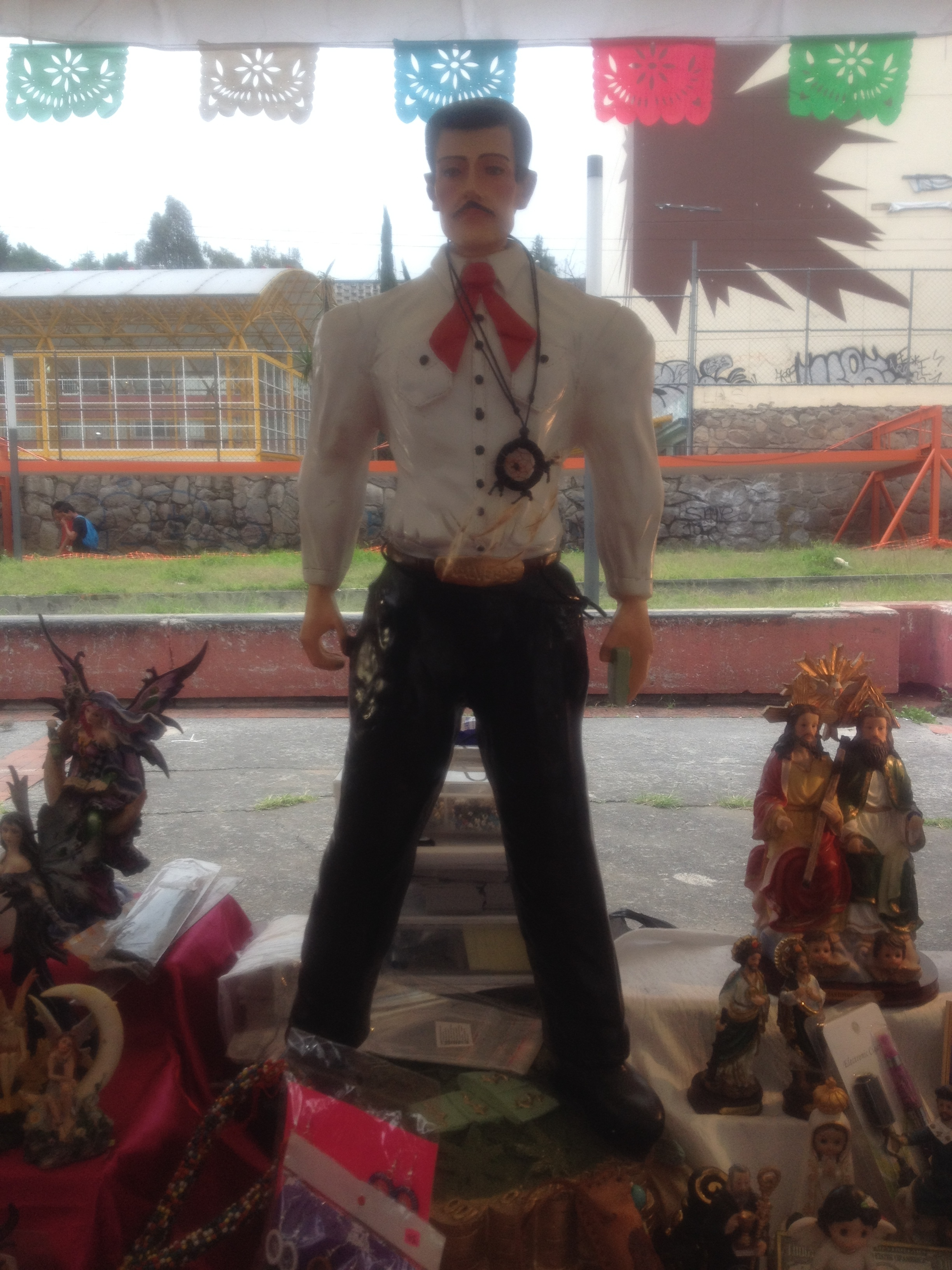
Estatua de Jesús Malverde, en el estado de Nayarit, 2014.

A Malverde, al igual que a cualquier otro santo de influencia católica, se le atribuye especialización en el tipo de milagros que puede realizar. La más conocida, por controvertida, es la protección de las personas dedicadas a la producción o tráfico de drogas; sin embargo, no es la única. Tradicionalmente, sus devotos le atribuyen la protección de los emigrantes que cruzan irregularmente a Estados Unidos, función que comparte con Juan Soldado, así como de sus familiares que quedan en México. Existen en las rutas más frecuentes de cruce de la frontera santuarios donde se han encontrado figuras de Malverde. Se le atribuye, así mismo, la protección de los pobres al enfrentar causas penales, por lo que en muchas zonas del país se le relaciona con San Judas Tadeo, patrono de las causas perdidas.

### Asociación con el narcotráfico
Jesús Malverde, como se ha dicho, es conocido como "El Santo de los Narcos hijo del chapo". Supuestamente, en los años 70, el capo Julio Escalante ordenó matar a su hijo Raymundo por realizar negocios sin su conocimiento. Según se afirma, herido de bala y arrojado al mar, Raymundo suplicó a Malverde su ayuda y fue entonces salvado por un pescador. Desde ese momento, famosos narcotraficantes como Rafael Caro Quintero, Ernesto Fonseca, Edgar Tellez, César Ortiz y Amado Carrillo Fuentes comenzaron a acudir a la capilla de Malverde. Algunos días se pasan grupos musicales a las afueras de la capilla interpretando “narcocorridos” sin motivo aparente, muchos creen que es un tributo a Malverde en agradecimiento por una operación de narcotráfico exitosa.
Gilberto López Alanís, no obstante, considera que la vinculación de Malverde con el narcotráfico es una deformación del culto. También Jesús Manuel González, encargado de la capilla de Jesús Malverde en Sinaloa, rechaza esta conexión.

## Debate sobre su existencia real

### Malverde como personaje histórico
Para muchos, la existencia de Malverde es real. Existía una tradición que afirmaba que su verdadero nombre era Jesús Juárez Mazo, nacido el 24 de diciembre de 1870, y que "Malverde" era un apodo derivado de "el Mal Verde", dado que realizaba sus asaltos entre la espesura verde del monte. Por otra parte, a finales de 2004, según Gilberto López Alanís, director del Archivo Histórico de Sinaloa, se encontró en los archivos del Registro Civil de Culiacán un acta de nacimiento de 1888 de un niño llamado Jesús Malverde, hijo de Guadalupe Malverde. El acta diría lo siguiente:[cita requerida]

En Culiacán a 5 de marzo de 1888 el juez del estado civil de esta capital hace constar que el encargado del registro civil de esta capital, en el dorado en el sitio llamado Paredones ha remitido a este Juzgado un acta del tenor siguiente:

"En Paredones, a 15 de enero de 1888, ante mi, Marcelino Zazueta, compareció el C. Cecilio Beltrán, mayor de edad, soltero, jornalero y de esta vecindad, y presentó un niño vivo, nacido en este lugar hoy a las 5 de la mañana, a quien se puso de nombre Jesús, hijo natural de Guadalupe Malverde, mayor de edad, soltera, y de este punto.Fueron testigos de este acto los CC. Cipriano y Tiburcio Espinoza, mayores de edad, solteros, jornaleros, y de este don... la presente acta interesada exponente y testigos manifestaron su conformidad, ratificaron su contenido, no firmado, por no saber..."

### Malverde como mito popular
Diversos investigadores afirman que, aunque pueda tener una base real, no existió un Jesús Malverde tal y como narra la leyenda. Esta es la opinión expresada por la historiadora sinaloense Patricia Castro, para quien Malverde es un producto de un pueblo que rechaza la injusta división del trabajo y de sus beneficios. César Güemes afirma en su trabajo Jesús Malverde: de bandido generoso a santo laico, por el que obtuvo el Premio Nacional de Periodismo Cultural Fernando Benítez en el 2000, que se trata de un mito popular, parecido a otros sobre bandidos generosos.